# Pleurospermum linearilobum
Pleurospermum linearilobum là một loài thực vật có hoa trong họ Hoa tán. Loài này được W.W. Sm. miêu tả khoa học đầu tiên năm 1915.